# Beriev Be-2500
Beriev Be-2500 Neptun (Cyrillic: Бериев Бе-2500 Нептун) là một khái niệm máy bay chở hàng lưỡng cư hạng siêu nặng được Beriev Aircraft Company của Nga đề xuất. Trọng lượng cất cánh lên tới 2.500 t (5.500.000 lb), đây là máy bay lớn nhất từng được đề xuất.

## Tính năng kỹ chiến thuật (Be-2500)
Dữ liệu lấy từ http://www.beriev.com/eng/core_e.html, 11.2.13
Đặc điểm tổng quát
- Kíp lái: ≥2
- Chiều dài: 123 m (403 ft)
- Sải cánh: 156 m (512 ft)
- Chiều cao: 29,12 m (95,54 ft)
- Diện tích cánh: 3.428 m² (36.900 ft²)
- Trọng lượng rỗng: 1.500.000 kg (3.300.000 lb)
- Trọng lượng cất cánh tối đa: 2.500.000 kg (5.500.000 lb)
- Động cơ: 6 × Kuznetsov NK-116 kiểu turbofan, 233.000 lb-f (105 t) mỗi chiếc
- tải trọng tối đa lên tới 1.000.000 kg

 Hiệu suất bay 
- Vận tốc cực đại: 

  - Trên độ cao 10.000 m (33.000 ft): 800 km/h (430 kn, 500 mph) (240 knot, 280 mph)
- Tầm bay: 

  - Trên độ cao 10.000 m: 17.000 km (9.200 nmi, 10.580 mi) (5.780 nmi, 6.650 mi)
- Tải trên cánh cực đại: 730 kg/m² (150 lb/ft²)
- Lực đẩy/trọng lượng: 0,025